# Agboulag (Gavahin, Khojavend)
Agboulag (en azéri : Ağbulaq) est un village situé dans le raion de Khojavend en Azerbaïdjan. De 1992 à 2020, il constituait, sous le nom de Msmna (en arménien : Մսմնա) une communauté rurale de la république du Haut-Karabagh.

## Histoire
Entre 1923 et 1991, le village fait partie de l'oblast autonome du Haut-Karabagh au sein de la république socialiste soviétique d'Azerbaïdjan. À partir de 1992, il constitue, sous le nom de Msmna, une communauté rurale de la région de Martouni dans la république du Haut-Karabagh.
Le raïon de Khojavend, y compris le village d'Agboulag est rétrocédé à l'Azerbaïdjan conformément aux termes de l'accord de cessez-le-feu du 10 novembre 2020, signé par les présidents azerbaïdjanais et russe et le premier ministre arménien. Le village est alors placé sous la surveillance des forces militaires russes de maintien de la paix. Enfin, après l'offensive militaire contre le Haut-Karabagh de l'Azerbaïdjan des 19 et 20 septembre 2023, le village passe sous son autorité.

## Démographie
Le village comptait 71 habitants en 2005.